# Tlakovanje s pravilnimi mnogokotniki
Tlakovanje s pravilnimi mnogokotniki so uporabljali že v antiki.

## Pravilna tlakovanja
Tlakovanje je pravilno, če je grupa simetrije tlakovanja deluje tranzitivno na zastave tlakovanja, kjer je zastava trojna in sestavljena iz medsebojno vstopajočih oglišč, robov in tlakovanja. To pomeni, da za vsak par zastav obstoja operacija simetrije, ki preslika prvo zastavo v drugo. To je enakovredno tlakovanju od roba do roba s skladnimi pravilnimi mnogokotniki. Obstojati  mora šest enakostraničnih trikotnikov, štirje kvadrati ali trije pravilni šestkotniki v vsakem oglišču, ki dajo tri pravilne teselacije.
| 36 trikotno tlakovanje | 4 kvadratno tlakovanje | 63 šestkotno tlakovanje |

## Arhimedsko, uniformno in polpravilno  tlakovanje
Ogliščna tranzitivnost pomeni, da za vsak par oglišč velja, da obstoja simetrijska operacija, ki preslika prvo oglišče v drugo.
| 34.6 prirezano šestkotno tlakovanje | 34.6 prirezano šestkotno tlakovanje zrcaljenje | 3.6.3.6 trišestkotno tlakovanje          |
| 3.42 podaljšano trikotno tlakovanje | 32.4.3.4 prirezano kvadratno tlakovanje        | 3.4.6.4 rombitrišestkotno tlakovanje     |
| 4.82 prisekano kvadratno tlakovanje | 3.122 prisekano šestkotno tlakovanje           | 4.6.12 prisekano trišestkotno tlakovanje |

## Kombinacije pravilnih mnogokotnikov
Notranje kote mnogokotnikov, ki se srečajo v oglišču moramo dodati 360 stopinjam. Pravilni n-kotnik ima notranji kot enak {\displaystyle \left(1-{\frac {2}{n}}\right)180} stopinj. Obstoja 17 kombinacij pravilnih mnogokotnikov katerih notranje kote moramo dodati k 360 stopinjam. Vsak se obravnava kot vrsta oglišča. V štirih primerih nastopita dva različna ciklična reda mnogokotnikov. To nam  da 21 vrst oglišč. Samo  11 se jih lahko pojavi v uniformnem tlakovanju  pravilnih mnogokotnikov. Kadar se trije mnogokotniki srečajo v oglišču in ima eden med njimi neparno število stranic, morata imeti ostala dve isto velikost. Če je pa nimata bosta izmenoma nastopala okoli prvega mnogokotnika. To je pa nemogoče, če je število stranic neparno.
S tremi mnogokotniki v oglišču:
- 3.7.42 (ne more se pojaviti v nobenem tlakovanju pravilnih mnogokotnikov)
- 3.8.24 (ne more se pojaviti v nobenem tlakovanju pravilnih mnogokotnikov)
- 3.9.18 (ne more se pojaviti v nobenem tlakovanju pravilnih mnogokotnikov)
- 3.10.15 (ne more se pojaviti v nobenem tlakovanju pravilnih mnogokotnikov)
- 3.122 - pol-pravilno, prisekano šestkotno tlakovanje
- 4.5.20 (ne more se pojaviti v nobenem tlakovanju pravilnih mnogokotnikov)
- 4.6.12 - pol-pravilni, prisekano trišestkotno tlakovanje
- 4.82 - pol-pravilno, prisekano kvadratno tlakovanje
- 52.10 (ne more se pojaviti v nobenem tlakovanju pravilnih mnogokotnikov)
- 63 - pravilno, šestkotno tlakovanje

Spodaj so diagrami s takšnimi oglišči:
- 3.7.42
- 3.8.24
- 3.9.18
- 3.10.15
- 3.12.12
- 4.5.20
- 4.6.12
- 4.8.8
- 5.5.10
- 6.6.6

S štirimi mnogokotniki v oglišču:
- 32.4.12 -  neuniformni, ima dve vrsti oglišč 32.4.12 in 36
- 3.4.3.12  - neuniformni imajo dve različni vrsti oglišč 3.4.3.12 in 3.3.4.3.4
- 32.62 - neuniformni se pojavljajo v dveh oblikah z oglišči 32.62/36 in 32.62/3.6.3.6.
- 3.6.3.6 - pol-pravilni, trišestkotno tlakovanje
- 44 - pravilni, kvadratno tlakovanje
- 3.42.6 - neuniformni, ima oglišča 3.42.6 in 3.6.3.6.
- 3.4.6.4 - pol-pravilni, rombitrišestkotno tlakovanje

Spodaj so diagrami s takšnimi oglišči:
- 3.3.4.12
- 3.4.3.12
- 3.3.6.6
- 3.6.3.6
- 4.4.4.4
- 3.4.4.6
- 3.4.6.4

S petimi mnogokotniki v oglišču:
- 34.6 - pol-pravilni, prirezano šestkotno tlakovanje se pojavlja v dveh enanciomorfnih oblikah. Slika oglišč dveh enanciomorfnih oblik je enaka. Rezultirajoča tlakovanja so različna.
- 33.42 - pol-pravilni, podaljšano trikotno tlakovanje
- 32.4.3.4 - pol-pravilno, prirezano kvadratno tlakovanje

Spodaj so diagrami s takšnimi oglišči:
- 3.3.3.3.6
- 3.3.3.4.4
- 3.3.4.3.4

S šestimi mnogokotniki v oglišču:
- 36 - pravilno, trikotno tlakovanje

Spodaj  je diagram s takšnimi oglišči:
- 3.3.3.3.3.3

## Ostala tlakovanja od roba do roba
Katerokoli število neuniformnih tlakovanj od roba do roba s pravilnimi mnogokotniki lahko narišemo. Prikazani so samo štirje primeri:
| 32.62 in 36   | 32.62 in 3.6.3.6  |
| 32.4.12 in 36 | 3.42.6 in 3.6.3.6 |

## Hiperbolična ravnina
Te teselacije so povezane s pravilnimi in polpravilnimi poliedri in teselacijami v hiperbolični ravnini. Polpravilne poliedre sestavljajo stranske ploskve mnogokotnika toda njihovi koti prispevajo v vsaki točki k temu, da  je kot 360 stopinj. Pravilni mnogokotniki v hiperbolični geometriji imajo kote, ki so manjši od kotov v ravnini. V obeh primerih je razporeditev mnogokotnikov enaka v vsakem oglišču.
V nadaljevanju je prikazanih nekaj pravilnih tlakovanj v hiperbolični ravnini z uporabo projekcije Poincaréjevega diskovnega modela.
|  |  |  |  |  |
|  |  |  |  |  |